# 着席
| ウィキペディアには「着席」という見出しの百科事典記事はありません（タイトルに「着席」を含むページの一覧/「着席」で始まるページの一覧）。 代わりにウィクショナリーのページ「着席」が役に立つかもしれません。 |